# Hebron Estates
Hebron Estates és una població dels Estats Units a l'estat de Kentucky. Segons el cens del 2000 tenia 1.104 habitants.

## Demografia
Segons el cens del 2000, Hebron Estates tenia 1.104 habitants, 432 habitatges, i 326 famílies. La densitat de població era de 722,5 habitants/km².
Dels 432 habitatges en un 27,8% hi vivien nens de menys de 18 anys, en un 68,1% hi vivien parelles casades, en un 4,9% dones solteres, i en un 24,5% no eren unitats familiars. En el 19,4% dels habitatges hi vivien persones soles el 4,4% de les quals corresponia a persones de 65 anys o més que vivien soles. El nombre mitjà de persones vivint en cada habitatge era de 2,56 i el nombre mitjà de persones que vivien en cada família era de 2,96.
Per edats la població es repartia de la següent manera: un 20,2% tenia menys de 18 anys, un 10,1% entre 18 i 24, un 28,5% entre 25 i 44, un 32,3% de 45 a 60 i un 8,9% 65 anys o més.
L'edat mediana era de 41 anys. Per cada 100 dones de 18 o més anys hi havia 96,7 homes.
La renda mediana per habitatge era de 51.146 $ i la renda mediana per família de 59.732 $. Els homes tenien una renda mediana de 40.511 $ mentre que les dones 26.875 $. La renda per capita de la població era de 22.748 $. Cap de les famílies i el 2% de la població estaven per davall del llindar de pobresa.

## Poblacions més properes
El següent diagrama mostra les poblacions més properes.